# خوسيه مونتويا
خوسيه مونتويا (بالإنجليزية: José Montoya)‏ هو فنان وشاعر أمريكي، ولد في 1932 في نيومكسيكو في الولايات المتحدة، وتوفي في 25 سبتمبر 2013 في ساكرامنتو في الولايات المتحدة بسبب لمفوما.